# Ancillae Domini
Die Gemeinschaft der Ancillae Domini (Lat. Mägde/Dienerinnen des Herrn) ist eine Vereinigung von Frauen, die nach der Form eines Säkularinstitutes leben. Sie wurde 2003 gegründet und ist unter Begleitung von P. Andreas Hönisch aus der Katholischen Pfadfinderschaft Europas hervorgegangen. Seit dem 31. Juli 2010 ist sie von Bischof Klaus Küng als Öffentlicher Kirchlicher Verein anerkannt. Der Hauptsitz liegt in Kleinwolfstein in der Gemeinde Neustadtl (Niederösterreich), eine Filiale befindet sich in Altötting.

## Spiritualität und Aufgabe
Die Mitglieder führen ein Leben nach ignatianischer Spiritualität. Als Regel hat die Gemeinschaft die für Frauen adaptierten Konstitutionen des heiligen Ignatius von Loyola übernommen, wie sie die Congregatio Jesu hat, früher als Mary-Ward-Schwestern oder Englische Fräulein bekannt. Als wichtige Elemente werden Bereitschaft zum Dienst, vollkommene Hingabe und einfacher Lebensstil im persönlichen Alltag genannt. Wobei das geweihte Leben „mit der Entscheidung für die drei evangelischen Räte (Armut, Ehelosigkeit und Gehorsam) die Freiheit von persönlichem Besitz, von menschlichen Bindungen so wie die Freiheit vom eigenen Willen“ mit einschließt. Die geistliche Begleitung der Gemeinschaft wird von Priestern des Ordens der Diener Jesu und Mariens übernommen.
Jedes Mitglied der Ancillae Domini geht nach einer gemeinschaftsinternen Ausbildungszeit einem eigenen Beruf außerhalb der Gemeinschaft nach. Ihr Ziel ist eine enge Verknüpfung von Apostolat und Tätigkeit im Beruf. Derzeit sind die Mitglieder im Bereich von Familienhilfe und Hauswirtschaft, Schule, Ergotherapie, Kinder- und Jugendpsychiatrie, ambulanter Krankenpflege, Integrationsarbeit und mobiler Hospizeinsätze tätig.
Hinzu kommen ehrenamtliche Tätigkeiten in den Pfarreien und in der Jugendarbeit. Ein besonderer Schwerpunkt liegt dabei auf der Mitarbeit in der Katholischen Pfadfinderschaft Europas. Die Häuser der Gemeinschaft sollen Zentren sein, die anderen Menschen zu Gebet und Mitarbeit offenstehen und Gelegenheit bieten, dem eigenen Leben Orientierung auf Gott hin zu geben.

## Leitung
Die Generalleitung der Gemeinschaft liegt bei Maria Matthaei (seit 2023).

## Weblink
- Homepage der Ancillae Domini